# بل میچل
بل میچل (انگلیسی: Belle Mitchell؛ ‏ ۲۴ سپتامبر ۱۸۸۹ – ۱۲ فوریهٔ ۱۹۷۹) بازیگر اهل ایالات متحده آمریکا بود.

## گزیدهٔ فیلم‌شناسی
- یک ماه عسل پرجنب‌وجوش
- تازه‌وارد
- دیگر موجود نیست!
- بخت خود را بیازما
- اطلاع محرمانه
- اخراج‌شده
- هیچ‌چیز جز دردسر
- یک وسترن شرقی
- بیرون کردن میکروب‌ها از آلمان
- سان‌فرانسیسکو
- فرودگاه
- لاس
- خرابکار
- فرشتگانی با چهره‌های کثیف
- گودال مار
- مرا در سنت لوئیس ملاقات کن
- سردار جنگ
- نخستین بانوی فروشنده دوره‌گرد
- شور زندگی
- شبح اپرا
- خانه فرانکشتاین
- احیای خود
- بلیس
- در کنار امواج غم‌زده دریا
- بزن به چاک
- هیچ‌کجا مثل زندان نیست
- در حال پرسه
- تقلا برای سلامتی
- هوت مون!
- زنده‌باد ویا!
- فرار از زندان
- فرمان بزرگ
- علامت زورو
- زن عنکبوتی
- همه سرنشینان
- آوای برنادت
- رینبو آیلند
- علی‌بابا و چهل دزد
- اکثریت یک‌نفره
- معجزه
- دختر شوخ
- غریبه دشت‌های بالا
- بیسکویت سبز
- خجالتی
- حرکت کن
- فایرفلای